# Harmandiola globuli
Harmandiola globuli är en tvåvingeart som först beskrevs av Ewald Rübsaamen 1889.  Harmandiola globuli ingår i släktet Harmandiola och familjen gallmyggor. Inga underarter finns listade i Catalogue of Life.